# Địch Nhân Kiệt
Địch Nhân Kiệt (tiếng Trung: 狄仁傑, 630 - 15 tháng 8, 700), tự Hoài Anh, còn gọi là Lương Văn Huệ công, là một quan lại của nhà Đường cũng như của triều đại Võ Chu do Võ Tắc Thiên lập ra. Ông từng giữ chức tể tướng thời kỳ Võ Tắc Thiên trị vì. Ông là người làm quan có tiếng là liêm minh. Trong số những người được ông tiến cử có Trương Giản Chi, Hoàn Ngạn Phạm, Hổ Kính Huy, Đậu Hoài Trinh, Diêu Sùng, Tống Cảnh, Lý Nguyên Phương, Lý Giai Cố, Vương Hiếu Kiệt.

## Thân thế
Ông là người Thái Nguyên, Tịnh Châu (nay là Thái Nguyên, tỉnh Sơn Tây), sinh ra trong một gia đình quan chức. Cao tổ của ông là Địch Trạm đã theo Vũ Văn Thái chạy về Hàm Dương. Ông nội là Địch Hiếu Tự từng giữ chức thượng thư tả thừa (thư ký trong thượng thư tỉnh), cha đẻ là Địch Tri Tốn từng làm trưởng sử Quỳ Châu (nay là miền đông Trùng Khánh).

## Sự nghiệp
Thời tuổi trẻ, Địch Nhân Kiệt được biết đến vì tính chuyên cần siêng năng của mình. Sau khi thi đỗ khoa thi minh kinh, ông được bổ nhiệm làm phán tá Biện Châu (nay là Khai Phong, tỉnh Hà Nam).
Trong khi phục vụ tại đây ông bị vu cáo là không đủ tư cách. Khi Công bộ thượng thư là Diêm Lập Bổn (閻立本) tuần thú Hà Nam đạo có tra xét vụ án của ông. Sau khi gặp ông, vị thượng thư này đã nhận ra một người có tài năng và đức độ bị vu oan với câu nói "hà khúc chi minh châu, đông nam chi di bảo" (nghĩa là: viên minh châu ở khúc sông, bảo vật bị thất lạc ở miền đông nam). Diêm Lập Bổn đã tiến cử Địch Nhân Kiệt làm pháp tào tại Tịnh Châu đô đốc phủ.
Đến niên hiệu Nghi Phượng (676-679) thời Đường Cao Tông ông được thăng chức tới đại lý thừa. Người ta nói rằng ông xử tới 17.000 vụ án trong một năm mà không có ai khiếu nại về kết quả các vụ án đó.
Năm Thùy Củng thứ 2 (686) thời Đường Duệ Tông, ông nhậm chức thứ sử Ninh Châu (nay là huyện Ninh, địa cấp thị Khánh Dương, tỉnh Cam Túc. Thời kỳ đó Ninh Châu là nơi sinh sống của nhiều dân tộc tạp cư, Địch Nhân Kiệt đã xử lý tốt các mối quan hệ giữa các dân tộc ít người, thu phục được nhân tâm. Cũng thời gian đó, khâm sai Quách Hàn (郭翰) đi kiểm tra công việc trong khu vực này. Tại những nơi khác, ông phát hiện được nhiều sai sót nhưng khi tới Ninh Châu thì không thấy có sai sót gì. Quách Hàn đã tiến cử ông với thái hậu Võ Tắc Thiên và ông được gọi về kinh đô để giữ chức Đông quan thị lang (tương đương với thứ trưởng) Công bộ.
Năm 688, ông đi tuần thú Giang Nam đạo (phía nam sông Dương Tử), phát hiện thấy nơi đây có quá nhiều đền miếu thờ các vị thần quái dị nên đã cho phá hủy khoảng 1.700 đền miếu, chỉ cho phép để lại bốn loại đền miếu thờ Đại Vũ, Ngô Thái Bá (người lập ra nước Ngô), Ngô Quý Trát (hoàng tử con trai út vua Ngô Thọ Mộng, một người tài giỏi đã từ chối làm vua) và Ngũ Tử Tư.
Cuối năm 688, sau thất bại của cuộc nổi dậy do người anh của vua Cao Tông là Việt Kính vương Lý Trinh, khi đó là thứ sử Dự Châu (nay là Trú Mã Điếm, tỉnh Hà Nam), để chống lại Võ thái hậu, bà đã giao cho Địch Nhân Kiệt, khi đó giữ chức Văn xương tả thừa tại Văn xương đài, quản lý công việc tại Dự Châu thay cho Lý Trinh. Vào thời gian đó, khoảng 600-700 gia đình bị cho là đồng lõa với Lý Trinh và bị buộc phải làm người ở nhưng ông đã giải phóng họ khỏi ràng buộc này mà chỉ phải chịu lưu đày tới Phong Châu (nay là Bayan Nur, Nội Mông Cổ). Trong khi đó, người được Võ thái hậu cử tới dẹp loạn Lý Trinh là tể tướng Trương Quang Phụ vẫn còn ở lại Dự Châu và các tướng sĩ dưới quyền ông này đòi hỏi quá nhiều loại tiếp tế lương thực, thực phẩm từ chính quyền Dự Châu, phần lớn những đòi hỏi này đều bị ông bác bỏ. Điều này dẫn tới tranh cãi giữa ông và họ Trương, và Trương Quang Phụ đã buộc tội ông là xuất ngôn bất tốn; ngược lại, Địch Nhân Kiệt giận dữ cho rằng Trương đã giết hại bừa bãi những người bị nghi vấn là theo Lý Trinh và nếu ông có quyền thì ông đã chặt đầu Trương, ngay cả khi phải chết. Trương Quang Phụ bị xúc phạm nặng nề và khi trở về Lạc Dương đã tấu lên triều đình tội xuất ngôn bất tốn của Địch Nhân Kiệt, kết quả là ông bị biếm làm thứ sử Phục Châu (nay là Miện Dương, tây nam Hồ Bắc). Điều này được coi là sự giáng chức do dù Địch Nhân Kiệt vẫn là thứ sử, nhưng Phục Châu nhỏ hơn và không quan trọng bằng Dự Châu.

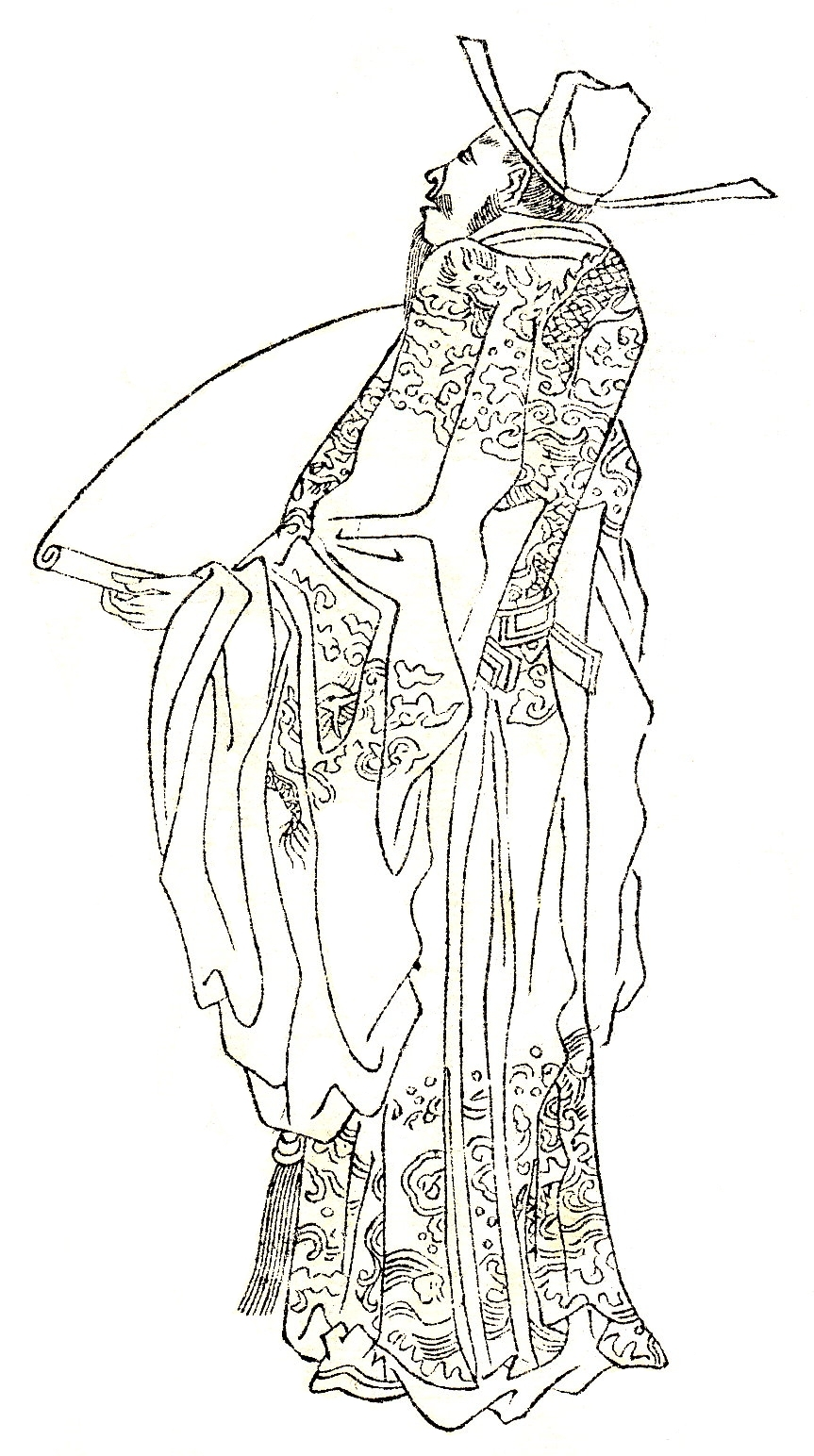
Họa hình Lương Văn Huệ công trong sách Vãn Tiếu đường Trúc Trang Họa Truyện (晩笑堂竹荘畫傳) năm Dân quốc thứ 10 (1921)

Cuối năm 690, Võ thái hậu nắm quyền, lập ra nhà Võ Chu và lên làm hoàng đế, triều Đường tạm thời bị ngắt mạch. Vào thời gian đó, Địch Nhân Kiệt là tư mã Lạc Châu (tức Lạc Dương). Tháng 9 năm Thiên Thụ thứ hai (691), Địch Nhân Kiệt được Võ hoàng đế giao các chức vụ Địa quan thị lang (thứ trưởng) Hộ bộ rồi Đồng phượng các Loan đài Bình chương sự (tương đương tể tướng).
Năm 692, ngự sử trung thừa Lai Tuấn Thần (來俊臣) câu kết cùng Võ Thừa Tự ngụy tạo chứng cứ để tố cáo ông cùng các quan viên khác như Nhâm Trí Cổ (任知古), Bùi Hành Bản (裴行本), Thôi Tuyên Lễ (崔宣禮), Lư Hiến (盧獻), Ngụy Nguyên Trung (魏元忠), Lý Tự Chân (李嗣真) có âm mưu làm phản. Con trai ông là Địch Quang Viễn kêu oan. Kết quả là Võ hoàng đế phóng thích 7 người, nhưng biếm làm quan địa phương. Ông bị giáng xuống làm huyện lệnh Bành Trạch (nay là Cửu Giang, Giang Tây.).
Tháng mười năm Vạn tuế Thông thiên thứ nhất (696), người Khiết Đan dưới sự chỉ huy của Tôn Vạn Vinh công hãm Ký Châu (nay là huyện Lâm Chương, địa cấp thị Hàm Đan, tỉnh Hà Bắc). Để ổn định tình thế, Võ Tắc Thiên lại dùng Địch Nhân Kiệt làm thứ sử Ký Châu và Ngụy Châu (nay là Hàm Đan) cận kề. Người tiền nhiệm của Địch Nhân Kiệt là Độc Cô Tư Trang (獨孤思莊), do lo ngại cuộc tấn công của người Khiết Đan, đã ra lệnh cho dân chúng phải rời bỏ nhà cửa của mình để vào trong thành, làm gia tăng nỗi lo sợ và phẫn nộ của dân chúng. Khi ông tới nơi, nhận thấy quân Khiết Đan còn ở xa, đã ra lệnh cho dân chúng trở về nhà. Sau khi lực lượng của Tôn Vạn Vinh bị tan rã trong năm 697 sau cuộc tấn công chớp nhoáng của Thiên Thiện Khả hãn của Hãn quốc Hậu Đột Quyết là A Sử Na Mặc Xuyết (阿史那默啜) vào hậu phương của họ Tôn, Võ Tắc Thiên đã lệnh cho Địch Nhân Kiệt, tể tướng Lâu Sư Đức (婁師德) cùng Hà Nội quận vương Võ Ý Tông (武懿宗) đi tuần thú khu vực phía bắc Hoàng Hà để ổn định dân chúng.
Tháng mười năm Thần Công thứ nhất (697), ông được triệu về kinh làm Loan đài thị lang, Đồng phượng các Loan đài Bình chương sự, kiêm quang lộc đại phu, kiêm nạp ngôn, tức là khôi phục lại chức vụ tể tướng, phụ giúp cho nữ hoàng cai quản công việc quốc gia.
Năm Thánh Lịch thứ nhất (698), khi đó Lý Đán đang là thái tử nhưng cả Ngụy Tuyên vương Võ Thừa Tự và Lương Tuyên vương Võ Tam Tư, cháu gọi Võ Tắc Thiên bằng cô, đều có ý định muốn bà truyền ngôi cho mình với lý do từ xưa tới nay chưa có hoàng đế nào truyền ngôi cho người khác họ. Tuy nhiên, Địch Nhân Kiệt lại dâng biểu thuyết phục Võ Tắc Thiên cho Lư Lăng vương Lý Hiển hồi kinh để thuận lòng dân, với lý do nếu bà lập con trai là người kế vị thì sau này được thờ cúng dài lâu hơn là so với lập cháu. Ý kiến của ông được các quan lại cao cấp như Thạch Toàn Trinh công Vương Phương Khánh và Hình Trinh công Vương Cập Thiện tán thành. Võ Tắc Thiên cuối cùng cũng đồng ý với ý kiến của ông, cho phép Lý Hiển hồi kinh vào khoảng tháng 4 dương lịch năm đó, sau được lập thái tử vào tháng 10.
Mùa thu năm đó, người Đột Quyết dưới sự chỉ huy của A Sử Na Mặc Xuyết lại xâm phạm Hà Bắc. Võ Tắc Thiên lệnh cho thái tử làm nguyên soái, Địch Nhân Kiệt làm phó nguyên soái để trừng phạt người Đột Quyết và ổn định tình hình tại đó. Tuy nhiên, người Đột Quyết đã rút lui trước khi quân đội nhà Đường tới nơi.
Năm Cửu Thị thứ nhất (700), Võ Tắc Thiên phong ông làm nội sử, đứng đầu phượng các và giữ một chức vụ tương đương với tể tướng. Vào thời điểm đó, Võ Tắc Thiên tôn trọng ông đến mức chỉ gọi ông là "quốc lão" mà không nhắc trực tiếp bằng tên. Tương truyền, vì lý do tuổi đã cao, ông thường xuyên đề nghị được từ chức nhưng liên tục bị bà từ chối. Thêm vào đó, bà lệnh cho ông không phải quỳ và khấu đầu trước bà nữa, nói rằng, "Nhìn khanh quỳ, đến ta còn thấy đau". Bà cũng lệnh cho các tể tướng khác không được làm phiền ông nếu không có chuyện hệ trọng. Cũng trong năm này, bệnh cũ của ông tái phát nên cuối cùng ông mất vào mùa thu năm đó. Hoàng đế Võ Tắc Thiên vô cùng thương tiếc, khóc và nói rằng "Triều đình từ nay trống không".
Ông được truy tặng chức Văn Xương hữu thừa, tước Văn Huệ công. Đường Trung Tông kế vị, truy tặng tước tư không. Đường Duệ Tông sau truy phong ông là Lương quốc công.
Trước khi mất, ông đã giới thiệu nhiều quan lại có tài năng, bao gồm Trương Giản Chi, Diêu Sùng, Hoàn Ngạn Phạm và Kính Huy. Những quan lại cao cấp này sau đó đóng vai trò then chốt trong việc buộc Võ Tắc Thiên thoái vị trong năm 705 và đưa Lý Hiển lên ngai vàng lần thứ hai, cho nên người ta cho rằng Địch Nhân Kiệt là người gián tiếp khôi phục lại nhà Đường.

## Hậu duệ
- Địch Quang Tự, lang trung bộ hộ
  - Địch Bác Thông
    - Địch Huyền Phạm
- Địch Quang Viễn, châu Tư Mã
  - Địch Tôn
    - Địch Lâm
- Địch Quang Thiều, sau đổi là Địch Cảnh Huy, Bàng Viên ngoại lang

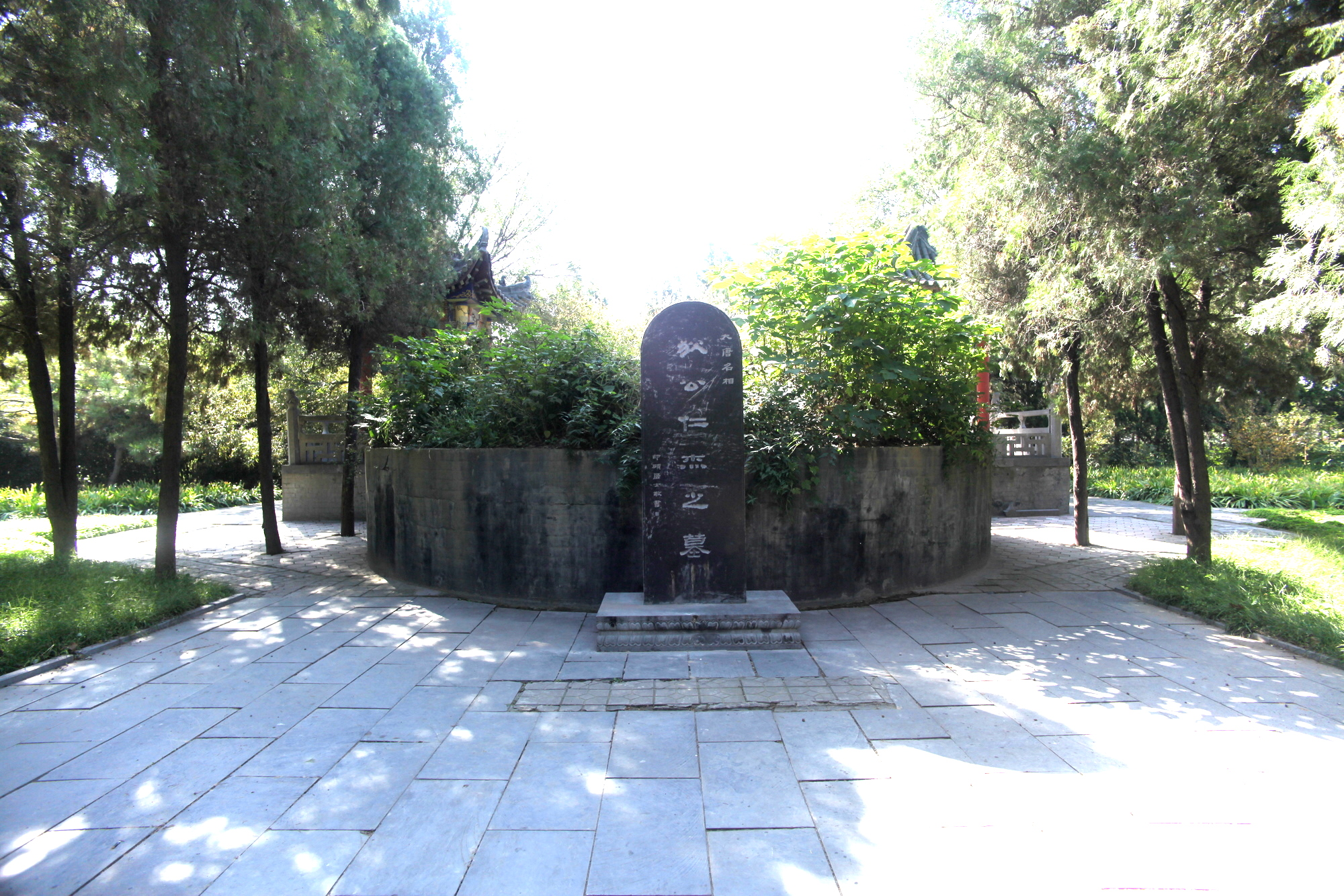
Mộ của Địch Nhân Kiệt

## Trong văn hóa

### Văn học
Nhà ngoại giao người Hà Lan Robert van Gulik, người đã từng làm việc nhiều năm tại Trung Quốc và Nhật Bản. Ông đã tìm hiểu nền văn học dân gian ở đây và bị ấn tượng bởi nhân vật lịch sử Địch Nhân Kiệt - một vị thần thám thời nhà Đường.Những câu chuyện cổ trong biên niên sử Trung Hoa về vị quan án nổi tiếng này là nguồn cảm hứng để ông sáng tác nên bộ kiệt tác Địch Công kỳ án trứ danh.
Địch Công kỳ án là bộ tiểu thuyết 16 tập thuộc dòng trinh thám quan án. Nội dung tác phẩm xoay quanh nhân vật Địch Nhân Kiệt và các trợ thủ thân tín, cùng những vụ kỳ án muôn màu muôn vẻ ông đã hóa giải trên hành trình thăng tiến từ một Huyện lệnh lên đến chức Tể tướng. Bộ tiểu thuyết được xem là đã hội tụ và đức kết những gì tinh hoa nhất giữa hai dòng trinh thám phương Đông và phương Tây. Dưới đây là tên 16 tập của bộ tiểu thuyết:
1. Hoàng Kim án (The Chinese Gold Murders)
2. Tứ bình phong (The Lacquer Screen)
3. Thuyền hoa án (The Chinese Lake Murders)
4. Đạo quán có ma (The Haunted Monastery)
5. Bí mật quả chuông (The Chinese Bell Murders)
6. Ngự châu án (The Emperor's Pearl)
7. Ngọc xuyến án (Necklace and Calabash)
8. Hồng lâu án (The Red Pavilion)
9. Thi nhân và sát nhân (Poets and Murder)
10. Mê cung án (The Chinese Maze Murders)
11. Bóng ma trong chùa (The Phantom of the Temple)
12. Thiết đinh án (The Chinese Nail Murders)
13. Địch Gia bát án (Judge Dee at Work)
14. Hầu tử và lão hổ (The Monkey and the Tiger)
15. Hoa văn cây liễu (The Willow Pattern)
16. Quảng Châu án (Murder in Canton)

### Điện ảnh
Địch Nhân Kiệt Chi Thông Thiên Đế Quốc (phồn thể: 狄仁傑之通天帝國; giản thể: 狄仁杰之通天帝国; tiếng Anh: Detective Dee and the Mystery of the Phantom Flame) là bộ phim hành động, trinh thám cổ trang về Địch Nhân Kiệt - một nhân vật lịch sử xuất chúng trong điện ảnh và sử sách Trung Quốc. Địch Nhân Kiệt là một vị quan và là một thám tử huyền thoại của triều đại nhà Đường, ông nổi tiếng khắp thế giới và được ví như Sherlock Holmes của phương Đông.
Bộ phim được khởi quay vào tháng 5 năm 2009 tại phim trường Hoành Điếm (tỉnh Chiết Giang, Trung Quốc) và được công chiếu bắt đầu từ ngày 29 và 30 tháng 9 năm 2010 lần lượt tại Trung Quốc và Hồng Kông. Ngoài ra, đây là bộ phim Hoa ngữ duy nhất được đề cử tranh giải Sư tử vàng tại liên hoan phim Venice diễn ra vào đầu tháng 9 năm 2010 tại Ý.
Phần 2 Địch Nhân Kiệt Chi Thần Đô Long Vương ra mắt năm 2013 và phần 3, Địch Nhân Kiệt Chi Tứ Đại Thiên Vương công chiếu năm 2018

### Truyền hình
Thần thám kỳ tài
Địch Nhân Kiệt

### Trò chơi
- Vương giả vinh diệu